# جنتی ییتس
جنتی ییتس (انگلیسی: Janty Yates؛ زادهٔ ۱۹۵۰ (۷۴–۷۵ سال)) یک طراح صحنه و لباس اهل ایالات متحده آمریکا است. 